# 주라브 즈비아다우리
주라브 마무카스 제 즈비아다우리(조지아어:  ზურაბ მამუკას ძე ზვიადაური, 1981년 7월 2일~)는 조지아의 유도 선수이다. 2004년 하계 올림픽 남자 미들급에서 금메달을 획득하며 조지아 최초로 올림픽 금메달을 획득했다.